# Ferreira (Guntín)
Ferreira (llamada oficialmente Santa María de Ferreira de Pallares) es una parroquia y una aldea española del municipio de Guntín, en la provincia de Lugo, Galicia.

## Otras denominaciones
La parroquia también es conocida por el nombre de Ferreira de Pallares.

## Organización territorial
La parroquia está formada por cinco entidades de población:
- Cal (A Cal)
- Ferreira
- Lousadela
- Matei
- Sampaio (San Paio)

## Demografía

### Parroquia
| Gráfica de evolución demográfica de Ferreira (parroquia) entre 2000 y 2020 |
|                                                                            |
| Datos según el nomenclátor publicado por el INE.                           |

### Aldea
| Gráfica de evolución demográfica de Ferreira (aldea) entre 2000 y 2020 |
|                                                                        |
| Datos según el nomenclátor publicado por el INE.                       |